# Tamazula de Gordiano (kommun)
Tamazula de Gordiano är en kommun i Mexiko.   Den ligger i delstaten Jalisco, i den södra delen av landet, 400 km väster om huvudstaden Mexico City.
Följande samhällen finns i Tamazula de Gordiano:
- Tamazula de Gordiano
- Soyatlán de Afuera
- La Garita
- Callejones
- El Taray
- Arroyo Hondo
- Morelos
- Las Vallas
- Hacienda Vieja
- La Estancia
- El Rodeo
- Higueras San Miguel
- Ejido Agua Zarca
- Nuevo Centro de Población el Cordoncillo
- Los Rusios
- Agua Salada